# 7e cérémonie des Chlotrudis Awards
La 7e cérémonie des Chlotrudis Awards, décernés par la Chlotrudis Society for Independent Film, a eu lieu en 31 mars 2001, et a récompensé les meilleurs films indépendants de l'année précédente.

## Palmarès

### Meilleur film
- Requiem for a Dream – Réal. : Darren Aronofsky
  - Beau Travail – Réal. : Claire Denis
  - Tigre et Dragon (臥虎藏龍) – Réal. : Ang Lee
  - Dancer in the Dark – Réal. : Lars von Trier
  - Les Cinq Sens (The Five Senses) – Réal. : Jeremy Podeswa
  - Babylon, USA (Judy Berlin) – Réal. : Eric Mendelsohn
  - Traffic – Réal. : Steven Soderbergh

### Meilleur réalisateur
- Ang Lee pour Tigre et Dragon (臥虎藏龍)
  - Darren Aronofsky pour Requiem for a Dream
  - Claire Denis pour Beau Travail
  - Majid Majidi pour La Couleur du paradis (رنگ خدا)
  - Eric Mendelsohn pour Babylon, USA (Judy Berlin)
  - Jeremy Podeswa pour Les Cinq Sens (The Five Senses)
  - Steven Soderbergh pour Traffic
  - Julie Taymor pour Titus
  - Lars von Trier pour Dancer in the Dark

### Meilleur acteur
- Christian Bale pour le rôle de Patrick Bateman dans American Psycho
  - Daniel Auteuil pour le rôle de Gabor dans La Fille sur le pont
  - Jamie Bell pour le rôle de Billy Elliot dans Billy Elliot
  - Dan Futterman pour le rôle de Charlie dans Urbania
  - Denis Lavant pour le rôle de Robert dans Les Cinq Sens (The Five Senses)
  - Sean Penn pour le rôle d'Emmet Ray dans Accords et Désaccords (Sweet and Lowdown)
  - Mark Ruffalo pour le rôle de Terry Prescott dans Tu peux compter sur moi (You Can Count on Me)
  - Mike White pour le rôle de Buck O'Brien dans Chuck et Buck

### Meilleure actrice
- Karine Vanasse pour le rôle de Hanna dans Emporte-moi
  - Björk pour le rôle de Selma Ježková dans Dancer in the Dark
  - Ellen Burstyn pour le rôle de Sara Goldfarb dans Requiem for a Dream
  - Ayesha Dharker pour le rôle de Malli dans La Terroriste (த டெரரிஸ்ட் )
  - Laura Linney pour le rôle de Samantha 'Sammy' Prescott dans Tu peux compter sur moi (You Can Count on Me)
  - Michelle Rodriguez pour le rôle de Diana Guzman dans Girlfight
  - Cecilia Roth pour le rôle de Manuela dans Tout sur ma mère (Todo sobre mi madre)
  - Michelle Yeoh pour le rôle de Yu Shu Lien dans Tigre et Dragon (臥虎藏龍)

### Meilleur acteur dans un second rôle
- Benicio del Toro pour le rôle de Javier Rodriguez dans Traffic
  - Chang Chen pour le rôle de Lo dans Tigre et Dragon (臥虎藏龍)
  - Albert Finney pour le rôle d'Edward L. Masry dans Erin Brockovich, seule contre tous (Erin Brockovich)
  - Harry Lennix pour le rôle d'Aaron dans Titus
  - Joaquin Phoenix pour le rôle de l'abbé de Coulmier dans Quills, la plume et le sang (Quills)
  - Peter Stormare pour le rôle de Jeff dans Dancer in the Dark
  - Marlon Wayans pour le rôle de Tyrone Love dans Requiem for a Dream

### Meilleure actrice dans un second rôle
- Nadia Litz (en) pour le rôle de Rachel Seraph dans Les Cinq Sens (The Five Senses)
  - Jennifer Connelly pour le rôle de Marion Silver dans Requiem for a Dream
  - Candace Evanofski pour le rôle de Nasia dans George Washington
  - Siobhan Fallon Hogan pour le rôle de Brenda dans Dancer in the Dark
  - Madeline Kahn pour le rôle d'Alice Gold dans Babylon, USA (Judy Berlin)
  - Elaine May pour le rôle de May dans Escrocs mais pas trop (Small Time Crooks)
  - Samantha Morton pour le rôle de Hattie dans Accords et Désaccords (Sweet and Lowdown)
  - Lupe Ontiveros pour le rôle de Beverly Franco dans Chuck et Buck
  - Antonia San Juan pour le rôle d'Agrado dans Tout sur ma mère (Todo sobre mi madre)

### Meilleure distribution
- Les Cinq Sens (The Five Senses)
  - George Washington
  - Requiem for a Dream
  - Séquences et Conséquences (State and Main)
  - Timecode
  - Traffic

### Meilleur scénario original
- Chuck & Buck – Mike White
  - La Couleur du paradis (رنگ خدا) – Majid Majidi
  - Les Cinq Sens (The Five Senses) – Jeremy Podeswa
  - George Washington – David Gordon Green
  - Babylon, USA (Judy Berlin) – Eric Mendelsohn
  - Séquences et conséquences – David Mamet
  - Accords et Désaccords (Sweet and Lowdown) – Woody Allen
  - Tu peux compter sur moi (You Can Count on Me) – Kenneth Lonergan

### Meilleur scénario adapté
- American Psycho – Mary Harron et Guinevere Turner
  - Beau Travail – Claire Denis et Jean-Pol Fargeau
  - Requiem for a Dream – Hubert Selby Jr. et Darren Aronofsky
  - Titus – Julie Taymor
  - Traffic – Stephen Gaghan
  - Urbania – Daniel Reitz et Jon Shear
  - Virgin Suicides (The Virgin Suicides) – Sofia Coppola

### Meilleure photographie
- Beau Travail – Agnès Godard
  - La Couleur du paradis (رنگ خدا) – Hashem Attar et Mohammad Davudi
  - Tigre et Dragon (臥虎藏龍) – Peter Pau
  - George Washington – Tim Orr
  - La Fille sur le pont – Jean-Marie Dreujou
  - Requiem for a Dream – Matthew Libatique
  - Titus – Luciano Tovoli

### Meilleur court métrage
- Undone
  - But Enough About Me...
  - Deadtime
  - The Final Flicker
  - Gray Fruit
  - Home
  - Waking Mele

### Chloe Award
- Pedro Almodóvar

### Gertrudis Award
- Alan Cumming

### Taskforce Award
- Patricia Rozema